# مانموهان سينغ
مانمموهان سينغ (بالبنجابية: ਮਨਮੋਹਨ ਸਿੰਘ) (26 سبتمبر 1932 – 26 ديسمبر 2024) هو رئيس الوزراء السابق للهند ولد في 26 سبتمبر 1932 بمدينة مومباي بالهند تولى رئاسة الوزراء من 22 مايو 2004 إلى 21 مايو 2014. ويعتبر أول سيخي يتولى المنصب. ويعتبر الرجل المعجزة الذي ظهر في عام 1991م في المكان والوقت المناسب بعد انخفاض في احتياط الهند من العملة الأجنبية إلى أقل من مليار دولار. ولعب دوراً كبيراً في الخروج من تلك الأزمة بعد تسلمه وزارة المالية الهندية وعمله على النهوض بالهند. عاد إلى الساحة السياسية ليستلم رئاسة الوزراء ويُعيّن نفس الفريق الذي عمل معه في وزارة المالية ووزارة التخطيط الهندية.

## روابط خارجية
- مانموهان سينغ على موقع IMDb (الإنجليزية)
- مانموهان سينغ على موقع IMDb (الإنجليزية)
- مانموهان سينغ على موقع الموسوعة البريطانية (الإنجليزية)
- مانموهان سينغ على موقع مونزينجر (الألمانية)
- مانموهان سينغ على موقع ميوزك برينز (الإنجليزية)
- مانموهان سينغ على موقع إن إن دي بي (الإنجليزية)
- مانموهان سينغ على موقع قاعدة بيانات الفيلم (الإنجليزية)